# Goal!
Goal! The Dreams Begins (Gol! - O Sonho Impossível, em português) é um filme de 2005 dirigido por Danny Cannon.
Este é o primeiro filme de uma trilogia. Foi seguido por Goal II: Living the Dream de 2007 e e Goal! III: Taking on the World de 2009.

## Sinopse
Santiago Muñez é um jogador de futebol habilidoso. Filho de um jardineiro que mora em um distrito de Los Angeles, Santiago trabalha como ajudante de garçom em um restaurante chinês e ajuda com o negócio de jardinagem de seu pai. Seu maior sonho é jogar futebol profissionalmente. Devido à sua pobreza e ao fato de que ele joga apenas para um clube composto de hispânicos de uma lavagem de carros local, ele sente que suas chances são pequenas. Santiago é notado por Glen Foy, um ex-jogador do Newcastle United que trabalha como mecânico de automóveis, mas ainda tem laços com seu antigo time. Glen organiza um teste com o Newcastle United, que recentemente contratou o talentoso novo jogador Gavin Harris. Precisando chegar à Inglaterra, Santiago começa a poupar dinheiro com um sapato velho, mas seu pai encontra o esconderijo e o leva para comprar um caminhão para permitir que trabalhem sozinhos, acreditando que os sonhos de Santiago são sem esperança. Seu sonho não está perdido, já que sua avó vende suas jóias para comprar uma passagem para a Inglaterra.
Glen recebe Santiago em sua casa e leva-o para o teste. Não familiarizado com o estilo inglês e debaixo de uma chuva forte, ele apresenta um desempenho ruim. Glen convence o gerente da equipe que Santiago precisa de um mês de testes para mostrar todo o seu potencial. Quando vai fazer exames médicos com a enfermeira do time, Roz Harmison, ele mente pra ela dizendo que não tem problemas respiratórios, sendo que, na verdade, ele tem asma. Depois de um mês de teste no clube, um companheiro de equipe pisa em cima do inalador de Santiago antes de um jogo do time reserva. Um surto de asma impede que ele seja capaz de correr muito, no que afetou em seu desempenho em campo, com isso, Santiago é dispensado pelo treinador. Enquanto está a caminho da estação de trem para ir embora, Santiago se encontra com Gavin Harris, que estava atrasado para chegar ao time. Harris descobre o que aconteceu e faz com que Santiago explique ao gerente. O gerente permite que Santiago fique, desde que receba tratamento para a asma. Santiago ganha um contrato para a equipe de reservas e se muda com Gavin. Finalmente, ele entra no primeiro time como substituto em uma partida contra o Fulham. Lá ele ganha uma penalidade por Newcastle, que é levado por Gavin vencendo-lhes o jogo. Desconhecido para qualquer outra pessoa em sua família, seu pai assiste a partida na TV nos EUA, e depois de finalmente assistir seu filho jogar, ele deixa um pai orgulhoso. Apesar da vitória, o treinador informa Santiago que sua fraqueza é que ele não passa a bola. Naquela noite, ele e Gavin saem para festejar. Uma foto dos dois acaba no tablóide The Sun, causando raiva do gerente. Ao mesmo tempo, o amigo de Santiago, Jamie, sofre uma lesão que termina a carreira e só lhe causa sofrimento adicional.
Enquanto isso, em Los Angeles, o pai de Santiago morre de ataque cardíaco. Devastado, Santiago planeja voltar para casa. Enquanto no aeroporto, esperando por seu voo de volta para Los Angeles, ele decide ficar em Newcastle e volta ao treinamento. Acreditando que não conseguirá chegar ao time principal, vai ao St James Park e treina até tarde da noite, mas é informado pelo treinador que foi escalado para jogar contra o Liverpool. Então chega o dia do jogo, no primeiro tempo, o Newcastle abriu o placar, mas mesmo assim tomou a virada ainda no primeiro tempo e foi pro intervalo perdendo por 2 a 1. Porém, o segundo tempo foi diferente, mas a emoção foi deixada para os minutos finais, Gavin faz o gol de empate, após uma bela assistência de Santiago, mas um empate não era suficiente para classificar o Newcastle para a próxima edição da UEFA Champions League. Faltando pouco tempo para o final do jogo, Gavin sofre uma falta perto da grande área, Gavin dá a bola para Santiago fazer a cobrança de falta. Santiago cobra a falta com perfeição e marca o gol e o Newcastle ganha o jogo por 3 a 2. Após o fim do jogo, Glen recebe uma ligação da avó de Santiago, Glen passa o telefone para Santiago conversar com a avó. Ela menciona que seu pai assistiu seu primeiro jogo contra o Fulham. Santiago grita para Glen que seu pai o viu jogar e ficou orgulhoso dele antes de morrer. Glen responde: "Ele provavelmente está te observando agora". O filme termina felizmente com Santiago derramando lágrimas de alegria enquanto abraça seu sonho.

## Elenco
- Kuno Becker .... Santiago Muñez, jogador do Newcastle United
- Stephen Dillane .... Glen Foy, ex-jogador e incentivador de Santiago
- Anna Friel .... Roz Harmison, enfermeira e namorada de Santiago
- Marcel Iures .... Erik Dornhelm, treinador do Newcastle United
- Alessandro Nivola .... Gavin Harris, jogador do Newcastle United
- Tony Plana .... Hernan Munez, pai de Santiago
- Sean Pertwee .... Barry Rankin, agente de jogadores
- Robert Dixon .... Bobby Redfern, treinador dos reservas do Newcastle United
- Gary Lewis .... Mal Braithwaite, auxiliar técnico de Erik Dornhelm
- Mirian Colon .... Mercedes, avó de Santiago
- Stephen Graham .... Des, acompanhante de Gavin em festas
- Lee Ross .... Bluto, acompanhante de Gavin em festas
- Kieran O'Brien .... Hughie McGowan, jogador do Newcastle United
- Ashley Walters .... Carl Francis, jogador do Newcastle United
- Frances Barber .... Carol, colega de Roz
- David Beckham .... ele mesmo
- Zinedine Zidane .... ele mesmo
- Raúl González .... ele mesmo
- Sven-Gorran Eriksson .... ele mesmo
- Alan Shearer .... ele mesmo
- Brian Johnson .... Torcedor do Newcastle United no bar
- Robson de Souza (Robinho) ... ele mesmo
- Ronaldo Luís Nazário de Lima (Ronaldo) ... ele mesmo
- Roberto Carlos .... ele mesmo

## Recepção
O Metacritic, que usa uma média ponderada, atribuiu ao filme uma pontuação de 53 em 100, baseado em 19 críticos, indicando críticas "mistas ou médias".

## Produção
A ideia do filme surgiu após os produtores Matt Barrelle e Mike Jefferies assistirem a Copa do Mundo de 2002, e foi feito com a cooperação da FIFA. O Newcastle United foi a equipe escolhida pelos produtores devido principalmente as locações da cidade de Newcastle e do estádio St. James' Park. Além de Newcastle, cenas foram gravadas em locação em Londres, Los Angeles e no Pinewood Studios. A coreografia das cenas de jogo foi feita pelo ex-jogador inglês Andy Ansah. Os futebolistas David Beckham, Zinedine Zidane, Raúl, Alan Shearer e o treinador Sven-Göran Eriksson participaram diretamente de algumas cenas. Diversos outros futebolistas foram mostrados brevemente durante o filme, porém não foram creditados. Os citados pelo narrador são Patrick Kluivert, Milan Baros, Igor Bišćan, Kieron Dyer e Steven Gerrard. O árbitro da partida final entre Newcastle e Liverpool é Howard Webb.